# Острово (Пуцький повіт)
Острово (пол. Ostrowo, нім. Ostrau) — село в Польщі, у гміні Владиславово Пуцького повіту Поморського воєводства.